# Миховљан (општина)
Миховљан је насељено место и седиште општине у Крапинско-загорској жупанији, Хрватска. До територијалне реорганизације у Хрватској налазио се у саставу бивше велике општине Златар-Бистрица.

## Становништво
На попису становништва 2011. године, општина Миховљан је имала 1.938 становника, од чега у самом Миховљану 1.095.

## Попис1991.
На попису становништва 1991. године, насељено место Миховљан је имало 1.325 становника, следећег националног састава:
| Попис 1991.‍   | Попис 1991.‍  | Попис 1991.‍ | Попис 1991.‍ | Попис 1991.‍ |
| ------------- | ------------ | ----------- | ----------- | ----------- |
|               |              |             |             |             |
| Хрвати        | Хрвати       |             | 1.301       | 98,18%      |
| Срби          | Срби         |             | 3           | 0,22%       |
| Словенци      | Словенци     |             | 2           | 0,15%       |
| Македонци     | Македонци    |             | 1           | 0,07%       |
| Црногорци     | Црногорци    |             | 1           | 0,07%       |
| остали        | остали       |             | 1           | 0,07%       |
| неопредељени  | неопредељени |             | 7           | 0,52%       |
| непознато     | непознато    |             | 9           | 0,67%       |
| укупно: 1.325 |              |             |             |             |